# 仇保兴
仇保兴（1953年11月—），浙江乐清人，中华人民共和国政治人物、城市规划专家。杭州大学物理系物理专业毕业，复旦大学经济学专业、同济大学城市规划专业在职研究生学历，经济学博士学位、工学博士学位，高级城市规划师。中国共产党党员。

## 生平
仇保兴于1974年9月进入杭州大学物理专业学习，毕业后继续在杭大物理系光学教研室担任助教至1980年2月。随后进入乐清自动化仪表厂担任助工，后升迁至副厂长。1983年3月至1984年1月，仇开始担任乐清县副县长，1984年1月至11月担任中共浙江省乐清县委副书记、县委政法委书记。1984年11月至1990年10月，仇保兴担任中共浙江省乐清市委书记，1989年9月至10月期间前往在中央党校培训部学习。
1990年10月，仇保兴调至金华，担任中共浙江省金华市委常委、市委秘书长；1991年7月，担任中共浙江省金华市委常委、市委宣传部部长；1992年8月开始担任中共金华市委常委、市委宣传部部长以及市开发区工委副书记、管委会主任。1993年10月至1994年1月升至中共金华市委副书记。
1994年1月开始，仇保兴升任中共金华市委书记，1996年2至1999年1月在上海复旦大学经济系政治经济学专业博士研究生班学习。主政金华期间，仇开始了对金华市区旧城区的改造工作，提出了“辟新区、保旧城、修子城、复风貌、继文脉”的15字方针。
仇保兴于1999年3月调任杭州，先于当年3月开始担任中共杭州市委副书记，1999年4月起至2000年1月担任杭州市代市长；2000年1月开始担任中共浙江省杭州市委副书记及杭州市市长直至11月。主政期间主张对杭州违章建筑的拆除运动、旧校区改造、筹划钱江新城以及开通12345市长热线等工作。2000年仇在西湖畔晨练时曾营救过一名不慎落水的老太太。
2001年11月出任建设部副部长，2008年3月建设部改组为住房和城乡建设部，继续担任副部长至2014年。
2013年3月，当选全国政协人口资源环境委员会副主任。后辞去第十二届全国政协委员资格。2015年2月，仇保兴被聘任为国务院参事。